# Micrathena glyptogonoides
Micrathena glyptogonoides là một loài nhện trong họ Araneidae.
Loài này thuộc chi Micrathena. Micrathena glyptogonoides được Herbert Walter Levi miêu tả năm 1985.